# Franz Siepe

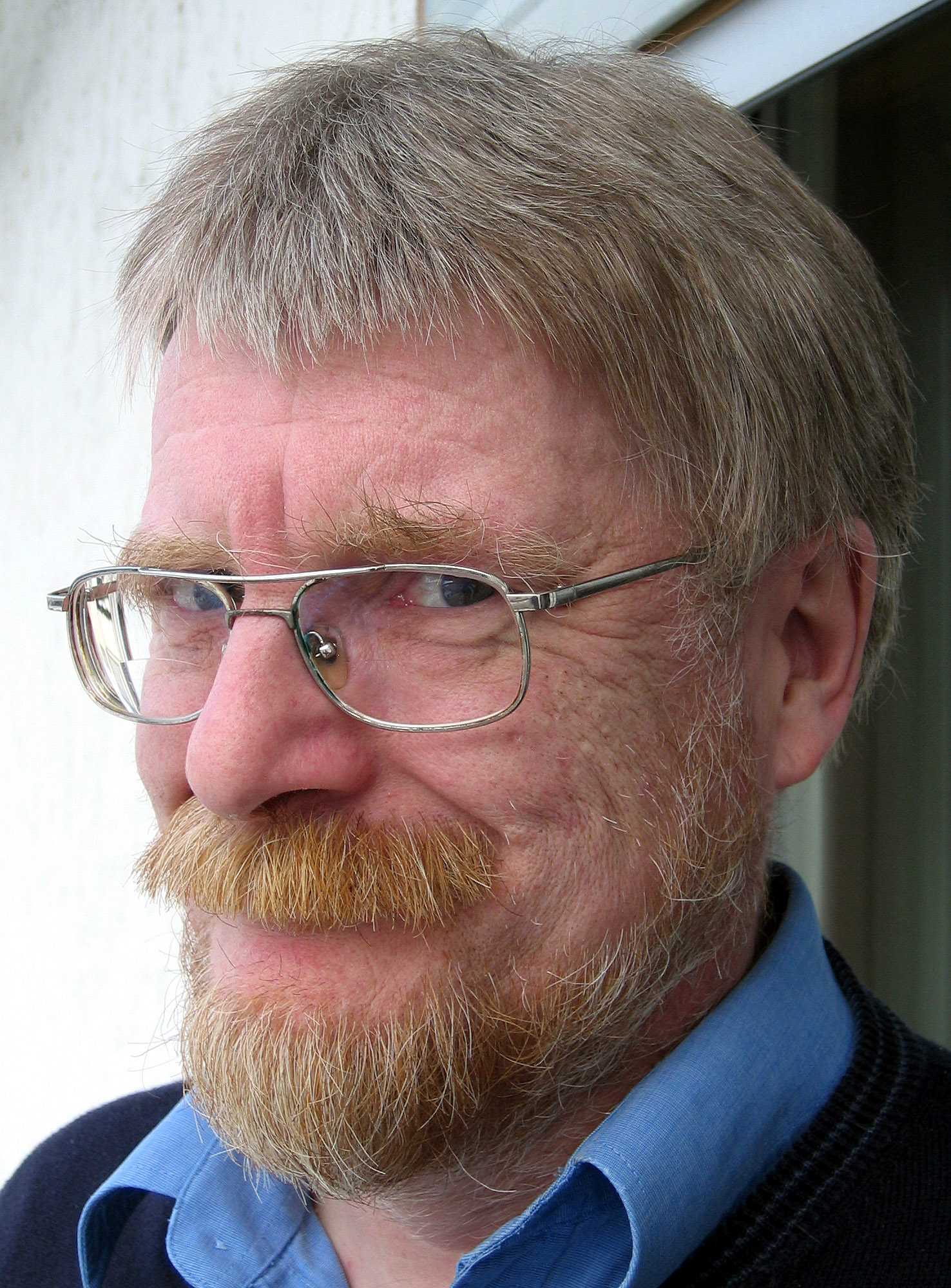
Franz Siepe (2010)

Franz Siepe (* 18. Januar 1955 in Nuttlar; † 1. Juli 2013 in Marburg) war ein deutscher Publizist.

## Werdegang
Nach dem Abitur am humanistischen Gymnasium der Benediktiner Meschede in Meschede begann er 1973 in Marburg ein Studium der Germanistik, Politik, Philosophie und entwickelte 1986 ein Tätigkeitsprofil als freiberuflicher Sprachberater.
Seit 1998 entstanden eigene Veröffentlichungen mit kultur- und literaturgeschichtlicher Schwerpunktsetzung. Essay- und Featureproduktionen beim Hessischen Rundfunk (HR), beim Westdeutschen Rundfunk (WDR), beim Deutschlandfunk (DLF) und beim Bayerischen Rundfunk (BR) ergänzten diese publizistische Arbeit. 2002 folgte die Buchveröffentlichung Fragen der Marienverehrung.
2007 erschien sein Buch Die Farben des Eros, in dem er seine Forschungen zum Dualismus von himmlischer und irdischer Liebe in populärer Form herausbrachte. Einen wissenschaftlicheren Anspruch erhebt hingegen sein 2004 erschienenes Grundlagenwerk Farben des Eros.
Als freier und unabhängiger Geistes- und Kulturwissenschaftler betätigte sich Siepe auch als Rezensent und veröffentlichte unter anderem in online-Medien wie Glanz & Elend – Magazin für Literatur und Zeitkritik, bei literaturkritik.de und im Portal Kunstgeschichte. Seit 2012 war er freier Autor der Frankfurter Allgemeinen Zeitung (FAZ) im Bereich „Geisteswissenschaften“. Im Zentrum seines Denkens stand die ideen- und kulturgeschichtliche Rekonstruktion bipolarer Spannungsverhältnisse wie „hell versus dunkel“, „oben versus unten“, „himmlisch versus irdisch“ oder „abgründig versus erhaben“.
Dem Thema der Marienverehrung als einer Religionsausübung „von unten“ hat er sich in mehreren Zeitschriftenaufsätzen gewidmet.
Siepe lebte in Marburg.